# Адрианов, Павел Александрович
Павел Александрович Адрианов (1855 — после 1917) — русский педагог.

## Биография
Родился в 1855 году в семье чиновника. Окончил гимназию и Петербургский историко-филологический институт (1876).
В 1878 году перешёл в Нежинский историко-филологический институт князя Безбородко: с 1 августа 1878 — преподаватель латинского языка; с 1 сентября 1880 года, дополнительно — наставник студентов; с 1 августа 1882 года — в чине надворного советника, а с 1886 года — коллежского советника; 20 декабря 1885 года ему был пожалован первый орден — Св. Станислава 3-й степени.
В апреле 1890 года был переведён в окружным инспектором в Оренбургский учебный округ, который в январе того же года возглавил бывший помощник попечителя Киевского учебного округа И. Я. Ростовцев. Вскоре он был произведён в статские советники, а 14 мая 1896 года — в действительные статские советники. В Оренбурге попечителем округа Ростовцевым была реализована его идея перевода учителями разных гимназий учебного округа римской истории Тита Ливия; которая была издана под редакцией П. А. Адрианова в Москве: «Римская история от основания города» (Т. 1-6. — М.: А. Г. Кузнецов, 1892—1899; 2-е изд. Т. 1-3. — М.: тип. Е. Гербек, 1897—1901; совр. изд. в 1-м томе. — М.: Изд-во Альфа-Книга, 2014. — 1290 с. — ISBN 978-5-9922-1618-9).
С 12 ноября 1902 года П. А. Адрианов был назначен помощником попечителя Киевского учебного округа. Затем исполнял обязанности директора Винницкой гимназии. Награждён орденами Св. Станислава 2-й степени (1894), Св. Владимира 4-й степени (1900), Св. Владимира 3-й степени и Св. Станислава 1-й степени (1906).
Умер после 1917 года.
Имел двух сыновей и дочь. Младший сын, Николай Павлович Адрианов (1887—1937) — советский электротехник, главный инженер Мосэнерго, репрессированный и расстрелянный в 1937 году.